# Berbenno di Valtellina
Berbenno di Valtellina är en ort och kommun i provinsen Sondrio i regionen Lombardiet i Italien. Kommunen hade 4 130 invånare (2018).